# 君を忘れない (松山千春の曲)
「君を忘れない」（きみをわすれない）は、松山千春が1996年4月20日にリリースした39枚目のシングルである。

## 解説
表題曲「君を忘れない」は、岸谷五朗が主演したフジテレビ系ドラマ『みにくいアヒルの子』の主題歌として使用された。
2007年には自身のラジオレギュラー番組『松山千春の ON THE RADIO』内で流れるアサヒ緑健「緑効青汁」CMにも使用された。
累計売上は37.5万枚に達した。

## 収録曲
| 全作詞・作曲: 松山千春、全編曲: 飛澤宏元。 |                                        |          |            |      |
| #                                          | タイトル                               | 作詞     | 作曲・編曲 | 時間 |
| 1.                                         | 「君を忘れない」                       | 松山千春 | 松山千春   | 4:48 |
| 2.                                         | 「今を生きたい」                       | 松山千春 | 松山千春   | 4:20 |
| 3.                                         | 「君を忘れない」(オリジナル・カラオケ) | 松山千春 | 松山千春   | 4:48 |
| 合計時間:                                  | 合計時間:                              | 13:56    |            |      |